# Albertville
Albertville je grad i općina u jugoistočnoj Francuskoj, u departmanu Savoie u francuskim Alpama. Ima 18,480 stanovnika prema podacima iz 2008. godine.

## Zemljopis
Grad je smješten na rijeci Arly, blizu njenog ušća u rijeku Isère. Površina mu je 17. 54km2, a visina između 328 – 2,030 m.

## Povijest
Moderni grad Albertville je formiran 1836. od strane kralja Charlesa Alberta od Sardinije, koji je spojio srednjovjekovni gradić Conflans, koji ima građevine koje datiraju još iz 14. stoljeća, s gradom L'Hôpital. Od tada, Albertville razvja trgovinu između Francuske, Italije i Švicarske.
Godine 1992. Zimske olimpijske igre su organizirane u regiji Savoja, a Albertville je bio domaćin. Neki od sportskih objekata su kasnije prilagođeni za druge svrhe. Godine 2003., grad je označen kao "Grad umjetnosti i povijesti".